# Streptanthus
Streptanthus är ett släkte av korsblommiga växter. Streptanthus ingår i familjen korsblommiga växter.

## Bildgalleri

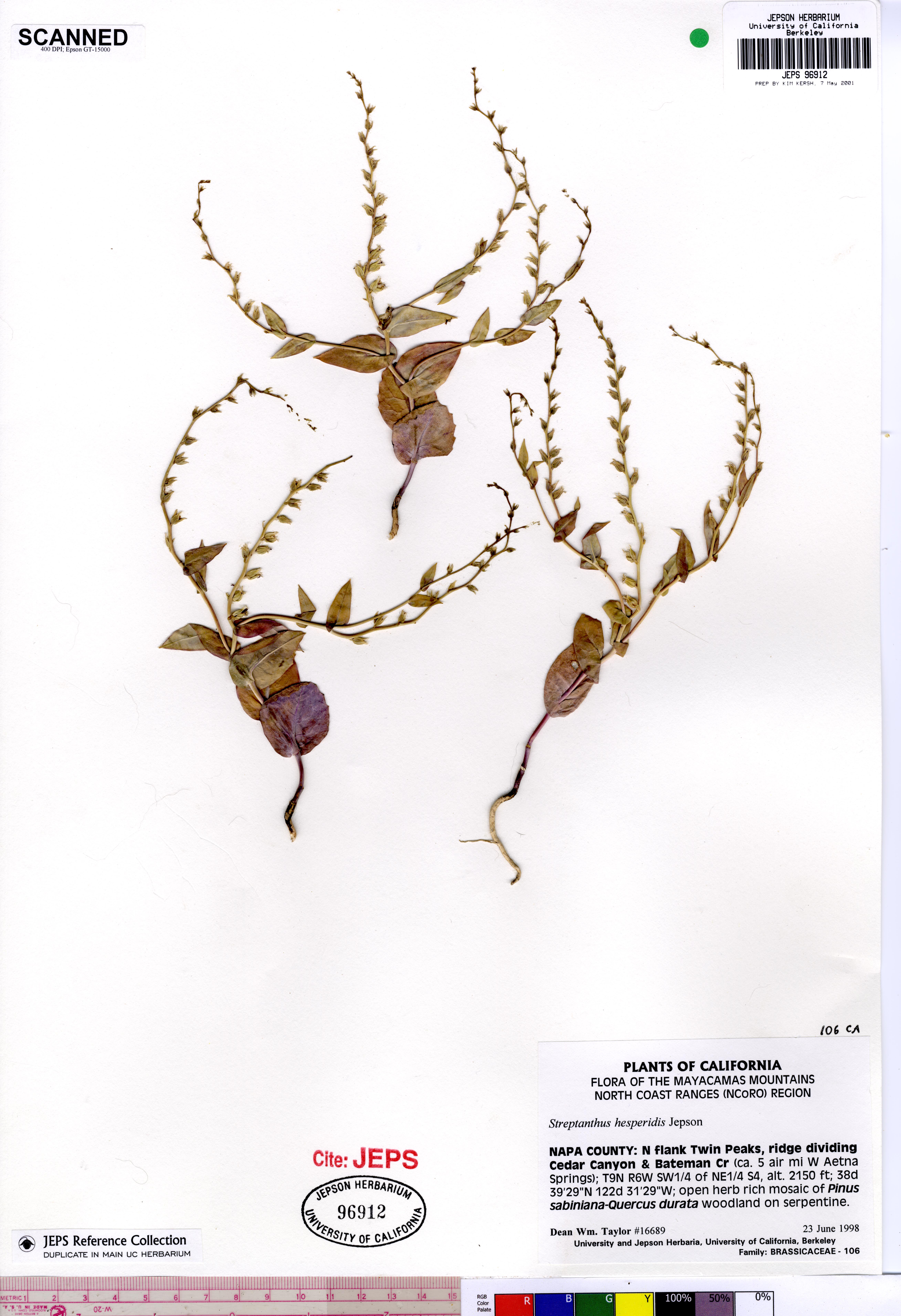
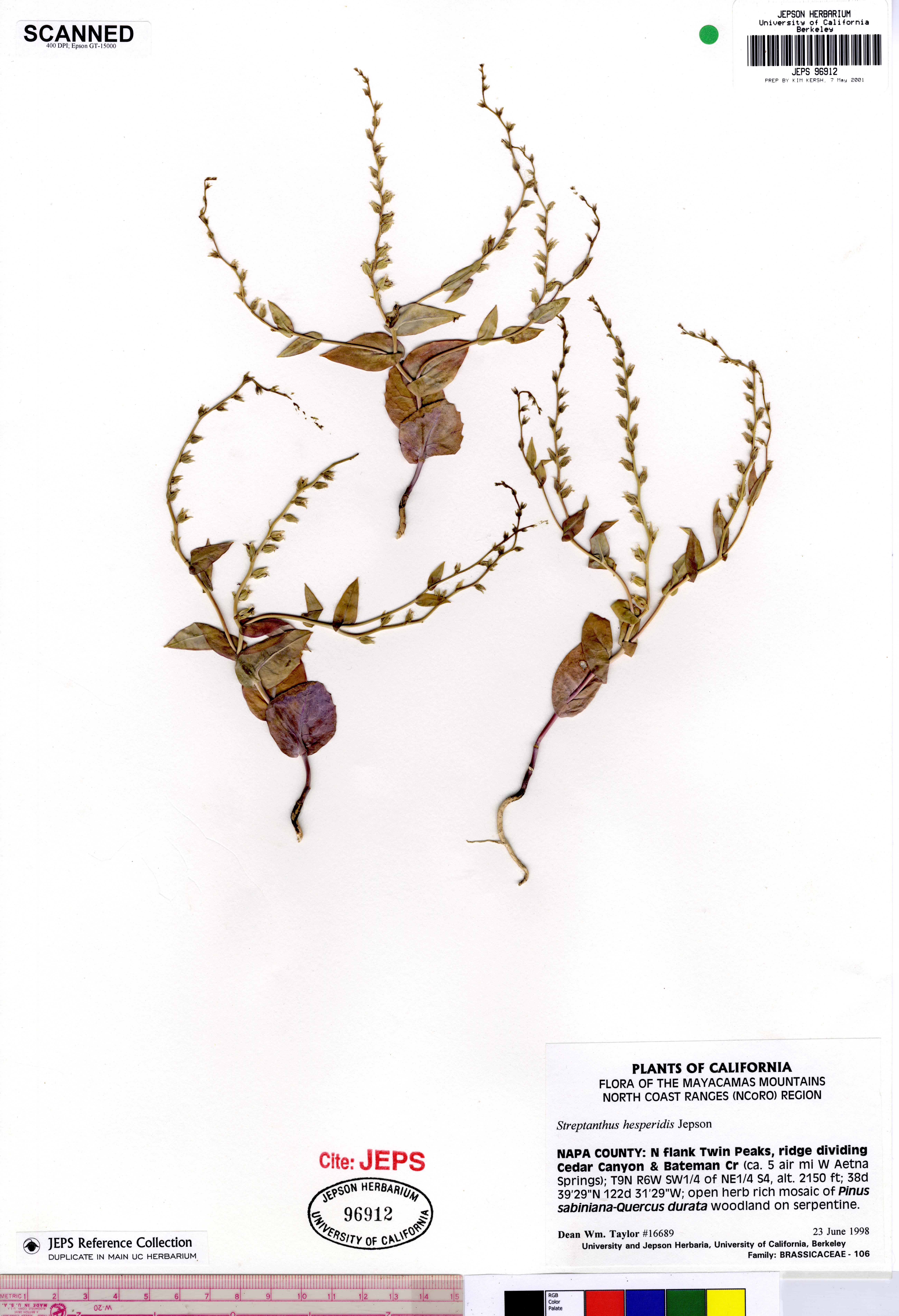
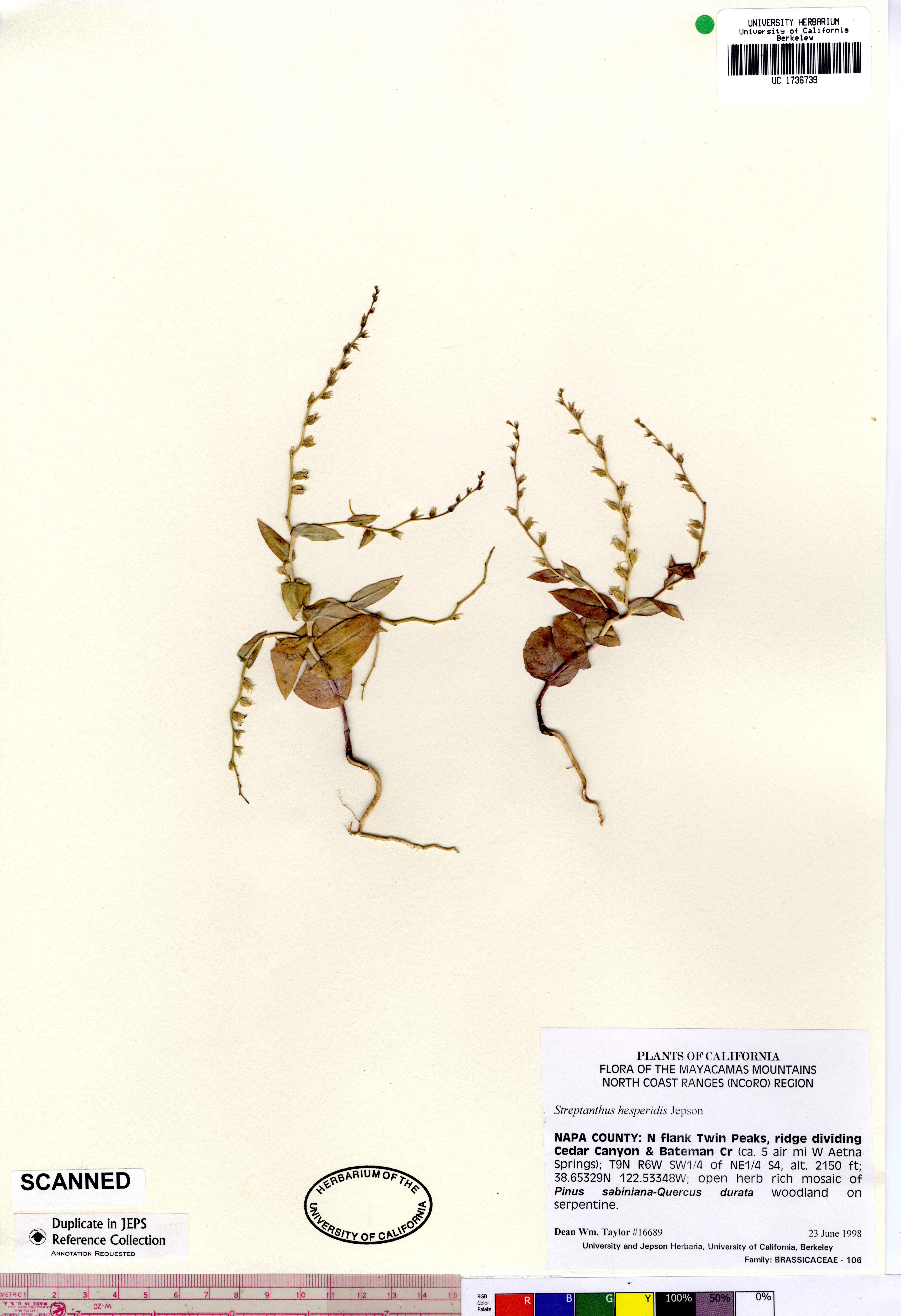
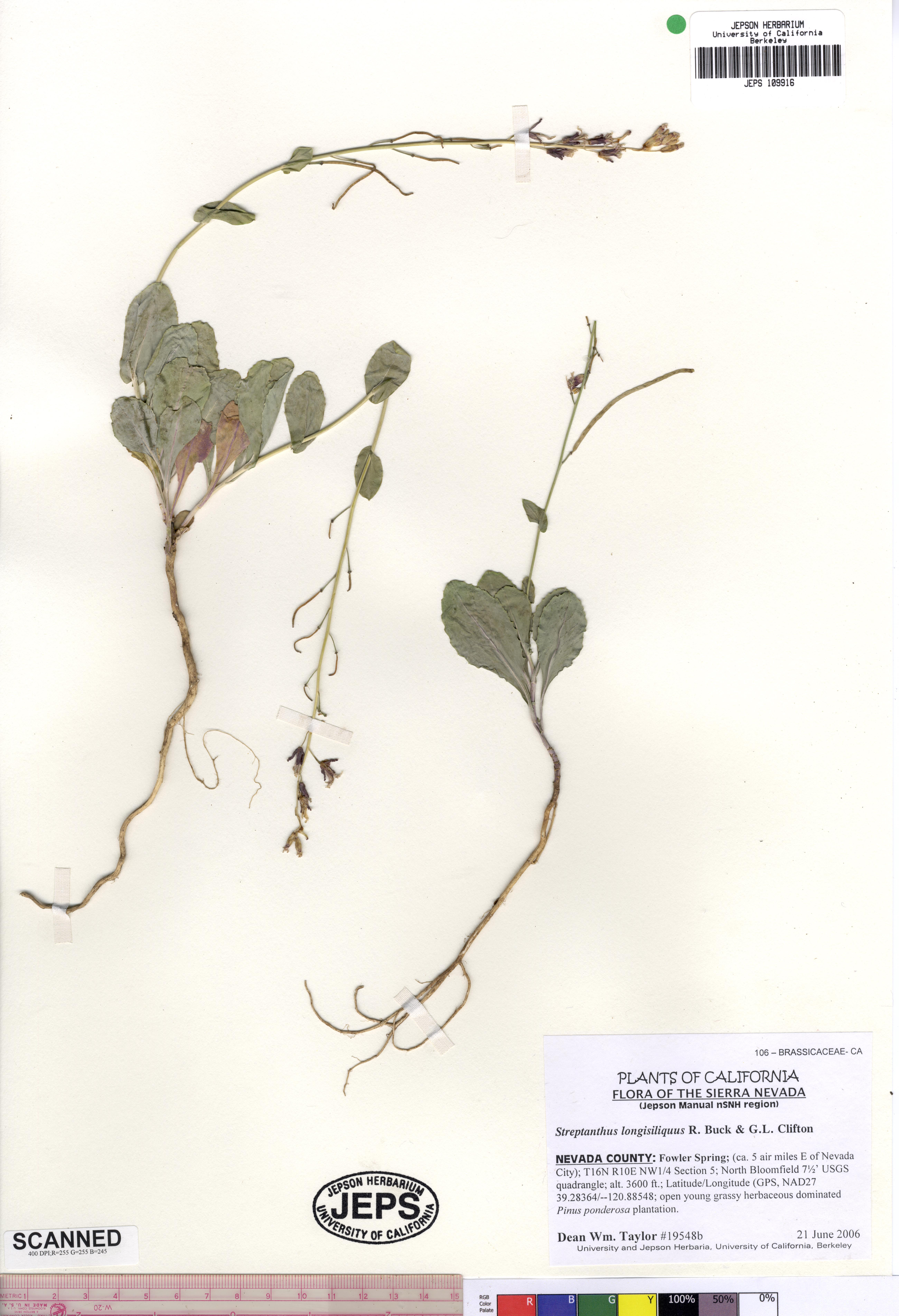

## Dottertaxa tillStreptanthus, i alfabetisk ordning[1]
- Streptanthus barbatus
- Streptanthus barbiger
- Streptanthus batrachopus
- Streptanthus bernardinus
- Streptanthus brachiatus
- Streptanthus bracteatus
- Streptanthus breweri
- Streptanthus callistus
- Streptanthus campestris
- Streptanthus carinatus
- Streptanthus cordatus
- Streptanthus cutleri
- Streptanthus diversifolius
- Streptanthus drepanoides
- Streptanthus farnsworthianus
- Streptanthus fenestratus
- Streptanthus glandulosus
- Streptanthus gracilis
- Streptanthus hesperidis
- Streptanthus hispidus
- Streptanthus howellii
- Streptanthus hyacinthoides
- Streptanthus insignis
- Streptanthus longisiliquus
- Streptanthus maculatus
- Streptanthus morrisonii
- Streptanthus oblanceolatus
- Streptanthus oliganthus
- Streptanthus petiolaris
- Streptanthus platycarpus
- Streptanthus polygaloides
- Streptanthus squamiformis
- Streptanthus tortuosus
- Streptanthus vernalis
- Streptanthus vimineus